# Кастекс, Жан
Жан Касте́кс (фр. Jean Castex; род. 25 июня 1965, Вик-Фезансак) — французский государственный и политический деятель. Премьер-министр Франции (3 июля 2020 — 16 мая 2022).

## Биография
Фамилия Кастекс происходит от гасконского слова Castèth(s) и означает «поместье».
Жан Кастекс — внук Марка Кастекса, с 1971 по 1989 год занимавшего должность мэра Вик-Фезансака, а с 1980 по 1989 год — сенатора Франции от департамента Жер. Отец — Клод Кастекс, работал преподавателем. Жан учился в Университете Тулузы, парижском Институте политических исследований и Национальной школе администрации (ENA).

### Профессиональная и политическая карьера
С 1991 года работал в Аудиторском суде в должности аудитора, в 1994 году стал советником-референтом (conseiller référendaire), в 2008 — старшим советником (conseiller-maître).
В 1996 году назначен директором Управления здравоохранения и социальных служб департамента Вар, в 1999 году занял должность генерального секретаря префектуры департамента Воклюз.
С 2001 по 2005 год возглавлял региональную счётную палату Эльзаса в Страсбурге.
С 2004 года работал в Министерстве солидарности и социального сплочения, где возглавил управление госпитализации и медицинского обслуживания. Затем руководил канцелярией министра Ксавье Бертрана, занимался решением проблемы птичьего гриппа, обеспечив на территории Франции распространение 200 млн защитных медицинских масок и 2 млн доз вакцины. После прихода к власти президента Николя Саркози Кастекс последовал за Бертраном, получившим портфель министра труда, и оказался на новом месте в разгар экономического кризиса 2008 года, занимаясь реформированием системы особых пенсионных планов. С 2010 года работал в президентской администрации Николя Саркози, через некоторое время заняв должность помощника генерального секретаря Елисейского дворца.
В 2008 году избран мэром города Прад в департаменте Восточные Пиренеи, в 2014 году переизбран при поддержке 70 % избирателей, в 2020 — 75,72 %. В качестве мэра и президента сообщества коммун Конфлан Каниго внёс значительный вклад в сохранение местной достопримечательности — проходящей через Прад железнодорожной линии Сердань и курсирующего по ней знаменитого «маленького жёлтого поезда», в 2015 году воспрепятствовал приватизации объекта.
С 2010 по 2015 годы — депутат регионального совета Лангедок-Руссильона.
Осенью 2012 года на съезде Союза за народное движение поддержал Франсуа Фийона в его противостоянии с Жаном-Франсуа Копе и после реорганизации партии остался в рядах «Республиканцев». В этом же году предпринял попытку избрания в Национальное собрание от департамента Восточные Пиренеи, но уступил кандидатке социалистов Сеголен Нёвиль.
29 марта 2015 года победил на выборах и 2 апреля стал депутатом департаментского совета Восточных Пиренеев.
В 2017 году назначен главой межведомственной комиссии с задачей координации деятельности разных министерств в поддержку кандидатуры Парижа на проведение Олимпийских и Паралимпийских игр в 2024 году, а позднее — аналогичную комиссию по организации других важных спортивных соревнований. 13 сентября 2017 года МОК выбрал Париж в качестве столицы Игр 2024 года.
В 2019 году возглавил Национальное спортивное агентство.
3 апреля 2020 года возглавил межведомственную комиссию по организации постепенного снятия ограничений, вызванных распространением COVID-19.

### Премьер-министр
3 июля 2020 года, после ухода в отставку Эдуара Филиппа, Жан Кастекс вступил в должность премьер-министра Франции. В тот же день он вышел из состава голлистской партии «Республиканцы».
6 июля объявлен персональный состав правительства. Из 32 членов Кабинета, включающего 16 министров, 14 министров-делегатов и одного государственного секретаря, половину (16 человек) составили члены партии «Вперёд, Республика!», девять — беспартийные. Среди остальных есть представители Демократического движения, новой партии Территории прогресса, а также партии «Действовать» и Радикального движения. В правительство вошли 17 женщин, средний возраст членов Кабинета составил 50 лет (для второго правительства Филиппа этот показатель составлял 51 год, а для первого — 54 года). 26 июля были назначены ещё одиннадцать государственных секретарей, после чего кабинет численностью 43 человека (22 женщины и 21 мужчина) стал одним из самых больших во французской истории, хотя и не перекрыл рекорд правительства Мишеля Рокара (49 человек).
15 июля Кастекс выступил с программной речью в Национальном собрании, перечислив основные направления деятельности своего правительства. В их числе: для противодействия эпидемии COVID-19 вводится обязательное ношение медицинских масок в общественных местах (в помещениях и прочих закрытых пространствах); расширение полномочий властей в регионах и на местах; снижение стоимости обеда в университетских столовых для студентов на стипендии с 3,30 евро до 1 евро; борьба с безработицей, в первую очередь среди молодёжи (предполагается снижение социальных взносов для работников не старше 25 лет до 4000 евро в год, при найме работников низкой квалификации с зарплатой до 1,6 МРОТ компании освобождаются от социальных взносов); до конца 2021 года намечено произвести реновацию 300 кварталов из 450, где она признана необходимой; выделяются инвестиции общим объёмом 100 млрд евро, в том числе 40 — на развитие промышленности и 6 — в здравоохранение; поддержка экологических проектов; пенсионная реформа признана необходимой, в том числе постепенный отказ от специальных пенсионных планов; подготовка правительством законопроекта о противодействии созданию этнических и религиозных общественных структур, альтернативных французскому гражданскому обществу, а также противодействие радикальному исламизму; учреждение к началу 2021 года института «судей шаговой доступности» (juges de proximité), к юрисдикции которых должны быть отнесены дела о мелких повседневных правонарушениях.
23 января 2021 года, находясь в Кольмаре, Кастекс осудил инициированную президентом Олландом территориальную реформу 2014 года, в рамках которой были укрупнены регионы. Кастекс назвал реформу исторически необоснованной, а также заметил, что она не отвечает растущей потребности в наличии административных органов «шаговой доступности».
20 и 27 июня 2021 года во Франции состоялись региональные выборы, итоги которых оказались для президентской партии «Вперёд, Республика!» катастрофическими (она получила менее 10 % голосов). Тем не менее, в интервью журналу Elle 28 июня президент Макрон заявил, что не намерен менять премьер-министра.
24 апреля 2022 года президент Макрон был переизбран на второй срок.
16 мая 2022 года Жан Кастекс подал в отставку с поста премьер-министра.

### Дальнейшая деятельность
17 августа 2022 года указом президента Франции Кастекс назначен председателем совета директоров Агентства по финансированию транспортной инфраструктуры Франции.
18 ноября 2022 года вступил в должность руководителя государственной компании парижского городского транспорта — RATP.

## Характеристика
Эдуар Филипп, премьер-министр Франции с 2017 по 2020 гг.: «Чиновник высшего звена, прекрасно знающий мир здравоохранения и безусловно эффективный».

## Личная жизнь
Женат на каталонке Сандре Рибелейг (Sandra Ribelaygue), уроженке города Риа-Сираш близ города Прад в Восточных Пиренеях, депутате муниципального совета небольшого городка Вальсеболлер на границе с Испанией. У супругов есть четверо дочерей.
9 июня 2021 года Кастекс на неделю перешёл в режим самоизоляции, поскольку его супруга сдала положительный тест на COVID-19. Ранее аналогичные санитарные меры применялись к нему дважды — в сентябре 2020 года после контакта с инфицированным директором Тур де Франс Кристианом Прюдоммом и в декабре — после положительного теста президента Эмманюэля Макрона (тесты самого Кастекса всегда были отрицательными, 19 марта 2021 года он сделал первую инъекцию вакцины компании AstraZeneca).
22 ноября 2021 года Кастексу был диагностирован COVID-19. Политик переносил болезнь в лёгкой форме у себя дома, перейдя в режим самоизоляции.

## Труды
- Железнодорожная линия из Перпиньяна в Вильфранш — прелюдия линии Сердань / La Ligne de chemin de fer de Perpignan à Villefranche — Prélude de la ligne de Cerdagne (Les carnets du Train jaune; tome 7), Éditions Talaia, Canet-en-Roussillon, 2017

## Награды
- Кавалер ордена «За заслуги» по представлению премьер-министра «за 15 лет гражданской и военной службы» (указ Президента Республики от 15 мая 2006 года)[31].